# Carlos Moreno
Carlos Agustín Sánchez Luna (Tecomán, 29 gennaio 1998) è un calciatore messicano, portiere del Pachuca.

## Carriera
È cresciuto nel settore giovanile del Pachuca. Nel 2018 è passato in prestito per due anni all'Everton ed il 10 giugno ha debuttato a livello professionistico nell'incontro di Copa Chile pareggiato 0-0 contro il Cobresal. Utilizzato di rado, è rientrato in Messico nel giugno del 2019 dopo soli 3 incontri disputati.
Il 22 gennaio 2020 ha esordito con i Tuzos nella partita di Copa MX pareggiata 1-1 contro i Venados ed il 19 aprile dell'anno successivo ha fatto il suo debutto in Liga MX contro il Monterrey. A partire dalla stagione 2023-2024, in seguito all'addio di Óscar Ustari, è diventato il portiere titolare.

## Statistiche

### Presenze e reti nei club
Statistiche aggiornate al 18 giugno 2025.
| Stagione                    | Squadra                     | Campionato                  | Campionato | Campionato | Coppe nazionali | Coppe nazionali | Coppe nazionali | Coppe continentali | Coppe continentali | Coppe continentali | Altre coppe | Altre coppe | Altre coppe | Totale | Totale | Totale |
| Stagione                    | Squadra                     | Comp                        | Pres       | Reti       | Comp            | Pres            | Reti            | Comp               | Pres               | Reti               | Comp        | Pres        | Reti        | Pres   | Reti   |        |
| --------------------------- | --------------------------- | --------------------------- | ---------- | ---------- | --------------- | --------------- | --------------- | ------------------ | ------------------ | ------------------ | ----------- | ----------- | ----------- | ------ | ------ | ------ |
| 2018                        | Everton                     | PD                          | 0          | 0          | CC              | 2               | -1              | -                  | -                  | -                  | -           | -           | -           | 2      | -1     |        |
| 2019                        | Everton                     | PD                          | 1          | -2         | CC              | 0               | 0               | -                  | -                  | -                  | -           | -           | -           | 1      | -2     |        |
| Totale Everton Viña del Mar | Totale Everton Viña del Mar | Totale Everton Viña del Mar | 1          | -2         |                 | 2               | -1              |                    | -                  | -                  |             | -           | -           | 3      | -3     |        |
| 2019-2020                   | Pachuca                     | LMX                         | 0          | 0          | CM              | 2               | -2              | -                  | -                  | -                  | -           | -           | -           | 2      | -2     |        |
| 2020-2021                   | Pachuca                     | LMX                         | 2          | 0          | -               | -               | -               | -                  | -                  | -                  | -           | -           | -           | 2      | 0      |        |
| 2021-2022                   | Pachuca                     | LMX                         | 3          | -2         | -               | -               | -               | -                  | -                  | -                  | -           | -           | -           | 3      | -2     |        |
| 2022-2023                   | Pachuca                     | LMX                         | 4          | -5         | -               | -               | -               | CCC+LC             | 1                  | 0                  | CdC         | 0           | 0           | 5      | -5     |        |
| 2023-2024                   | Pachuca                     | LMX                         | 29+4       | -44 + -3   | -               | -               | -               | CCC+LC             | 7+3                | -3 + -4            | -           | -           | -           | 34     | -47    |        |
| 2024-2025                   | Pachuca                     | LMX                         | 32+3       | -48 + -3   | -               | -               | -               | -                  | -                  | -                  | CInt+Cmc    | 3+1         | -3 + -2     | 49     | -63    |        |
| Totale Pachuca              | Totale Pachuca              | Totale Pachuca              | 70+7       | -99 + -6   |                 | 2               | -2              |                    | 11                 | -7                 |             | 4           | -5          | 94     | -119   |        |
| Totale carriera             | Totale carriera             | Totale carriera             | 78         | -107       |                 | 4               | -3              |                    | 11                 | -7                 |             | 4           | -5          | 97     | -122   |        |

## Palmarès

### Club

#### Competizioni nazionali
- Liga MX: 1

Pachuca: 2022 (A)

#### Competizioni internazionali
- CONCACAF Champions' Cup: 1

Pachuca: 2024
- Challenger Cup: 1

Pachuca: 2024
- Derby delle Americhe: 1

Pachuca: 2024